# Gankutsuō
Gankutsuō (巌窟王; en español: El conde de Montecristo) es una serie de anime, basada en la novela del dramaturgo francés Alejandro Dumas, El conde de Montecristo.
Gankutsuō se destaca por presentar una animación distinta al promedio, con manejo avanzado del layering y el uso del 3D, esto para dar un cierto realce a la animación.
Fue estrenada por Animax el 1 de mayo de 2007 y se emitió hasta el 3 de agosto de 2009. En España fue emitida por el canal Buzz en 2006.

## Argumento
Gankutsuō se ubica en el año 5053, por lo cual mezcla elementos del siglo XIX de la novela, con alta tecnología, viajes espaciales y el uso de mechas. Cada capítulo tiene una introducción en francés.
Mientras visitaba el carnaval de Luna, el vizconde Albert de Morcef y el barón Franz d'Epinay conocen al Conde de Montecristo, un misterioso noble extranjero, que demuestra cierto interés en el vizconde de Morcef. En la última noche del carnaval, Albert es secuestrado por la banda de Luigi Vampa, un conocido criminal y mercenario, quien pide a Franz un rescate de 50 millones de ducados. En una situación desesperada, Franz solicita un préstamo al conde para poder pagar el rescate de su amigo. El conde accede y acompaña a Franz al lugar donde tienen a Albert. Después de algunos trucos, el conde libera a Albert y surge una amistad entre ellos.
Cuando se van, el Conde promete visitar a Albert en París. A su llegada tres meses después, el conde es presentado ante las familias más importantes de París: los Morcef, los Danglars y los Villefort.
El argumento de Gankutsuō, aunque en general es el mismo, cambia algunos aspectos del material original. Mientras que la novela de Alexandre Dumas se centra principalmente en el conde, la historia de Gankutsuō centra más importancia en el personaje de Albert. En la novela, los eventos en la vida del Conde se suceden de manera cronológica; en el anime, la historia comienza con Albert y el conde conociéndose en la Luna (lo que ocurre tras cientos de páginas en el libro, en Roma). Los cambios del argumento incluyen elementos sobrenaturales, distintos destinos para algunos personajes, la supresión de varios argumentos laterales y un final conjunto diferente.
Estos cambios resultan en un tono distinto. En la novela, la búsqueda de venganza del conde se ve de manera compasiva, pero varios elementos del argumento del anime conducen la compasión de los seguidores del anime hacia Albert, haciendo del conde una figura antagonista en el fondo.
Además, en esta adaptación del libro original,  en epílogo acaecio"  deceso del " Conde de Montecristo " ( Edmundo Dantes) y un destino desconocido para Alberto .

## Personajes

### Casa Montecristo
- Conde de Montecristo El conde es un millonario aristócrata que viene de lo más lejano de la galaxia este, posee una fortuna casi infinita, un profundo conocimiento hacia la mayoría de los temas además de ser muy frío y calculador. Su principal objetivo es conseguir venganza de aquellos que le arrebataron la felicidad de su vida y lo condujeron a una serie de desgracias, aparentemente aristócratas parisinos. El Conde de Montecristo es un hombre alto de piel azulada (en ocasiones transparente), cabello largo y ojos de distinto color (rojo/marrón y verde). El conde es una persona altamente inteligente, perspicaz, acertivo y de personalidad encantadora, lo cual causa que se gane fácilmente la confianza de las personas.

- Haydée Tebelyn: La exprincesa de Janina y mano derecha del conde de Montecristo. Ella fue vendida como esclava sexual después de que su padre fue traicionado y asesinado por Fernand Morcef. Fue comprada por el conde de Montecristo y criada como una hija. Ella es muy talentosa con el arpa, se preocupa mucho por el conde y solo piensa en salvarle de la inminente destrucción a la que su venganza lo lleva. Es muy hermosa, tiene la piel muy blanca, el cabello azulado y muy largo, y al igual que el conde tiene las orejas puntiagudas. Al terminar la historia es la reina de Janina.

- Bertuccio El principal sirviente del conde, es el mensajero, chofer y en ocasiones enfermero del Conde de Montecristo. Se desconoce su origen. Su participación es fundamental en la historia. Es un hombre negro alto de aspecto algo intimidante. Al final de la serie es un sirviente de Haydée junto con los demás sirvientes del conde de Montecristo.

- Batistan Otro de los sirvientes del Conde de Montecristo. Es un hombre blanco de cabello negro y mirada malévola. El conde practica esgrima de vez en cuando con él, su origen es desconocido.

- Ali Es sirviente y el tercer hombre de confianza del Conde de Montecristo. Él es un extraterrestre de piel verde, puede controlar a los animales y posee poderes curativos. En una ocasión salva la vida del conde de Montecristo. Es mudo.

### Casa Morcef
- Albert de Morcef El hijo del matrimonio Morcef y por tanto heredero de tal fortuna. Lleva el cargo de Vizconde de Morcef. Albert es un joven sensible, inmaduro y hasta inocente, confía muy fácilmente en las demás personas. Albert está cansado de la falsedad que lleva la vida de aristócrata por lo que al inicio de la serie comienza un viaje para encontrarse a sí mismo y despejarse antes de contraer matrimonio con su prometida Eugenie Danglars, a quién duda si ama, aunque al final descubre que sí. Todo el tiempo se pregunta si hace lo correcto. Es muy manipulable y desde el principio presenta una enorme admiración por el Conde, lo que lo hace una pieza fundamental para los planes de este último. Su verdadero nombre es Albert Mondego. Es un joven moreno de ojos azules.

- Fernand Morcef Conde de Morcef, comandante de las fuerzas armadas, padre de Albert, esposo de Mercedes y una de las tres cabecillas principales de París. Es tratado como un hombre responsable aunque ha llegado a su puesto a base de traiciones. Fernand estuvo involucrado en la vida de Haydée pues le quitó todo, también traicionó a Edmont Dantes, lo que fue el origen de la venganza del Conde de Montecristo, es muy egoísta y solo considera su persona ante todo, y su campaña presidencial. Su verdadero nombre es Fernand Mondego. Muere al derrumbarse el paraíso subterráneo del Conde sobre él. Hombre moreno de cara inexpresiva.

- Mercédès de Morcef Esposa de Fernand y madre de Albert. Es una esposa devota y buena madre, además de excelente cocinera y una persona sofisticada. Ella es originaria de Marsella junto con Fernand y Edmont Dantes. Fue la prometida de Edmont Dantes, pero fue engañada y se casó con Fernand, aún ama a Edmond, y al conocer al Conde de Montecristo despiertan en ella sentimientos hacia él. Es una mujer bella y morena de ojos negros. Su nombre es Mercedes Herrera.

### Casa d´Epinay
- Franz d'Epinay  Heredero de la fortuna d´Epinay y comprometido con Valentine, Franz perdió a su padre desde muy niño, gracias a esto pudo conocer a Albert y se volvieron inseparables. Franz tiene profundos sentimientos hacia Albert y es un muy buen amigo de Eugenie. Es muy maduro para su edad y muy culto, siempre cuida de Albert, le aconseja y le hace entrar en razón cuando este la pierde. Él desconfía mucho del Conde de Montecristo y se vale de diferentes métodos para investigar su verdadera identidad. Cuando Albert reta a duelo al Conde para defender el honor de su familia, Franz se hace pasar por su amigo y muere en su lugar. Es un joven rubio de ojos castaños.

### Casa Danglars
- Eugénie Danglars La heredera de la fortuna Danglars, mejor amiga de Albert y Franz, Eugénie es una joven bella y artística, es muy talentosa para el piano y además es una excelente conductora. Ella está enamorada secretamente de Albert. Destesta su posición social y su mayor sueño es huir de casa y poder tocar el piano libremente. Viste moderna, es rubia de ojos azules.

- Julian Danglars Es el banquero más prestigioso de París. Es un cerdo avaricioso que solo busca dinero y no le importa que pierde para conseguirlo. Él estuvo involuvcrado en la traición hacia Edmond Dantes. Es una de las tres cabecillas de París. Muere al quedarse atrapado en su locura por la avaricia, en una nave.

- Victoria Danglars  La esposa por compromiso de Julian. Victoria es una mujer fea de aspecto algo desagradable. Junto con Julian son los Padres de Eugénie. Ella además sostiene relaciones extramaritales con Lucian Debray, con Gerard Villefort, y Andrea Cavalcanti. Al saberse la verdad de este último ella muere por un paro al corazón.

- Andrea Cavalcanti El Conde de Cavalcanti, amigo del Conde de Montecristo. Andrea es un millonario Conde o eso es lo que aparenta. En realidad es un preso loco, degenerado (durante la serie intenta violar a Haydée y a Eugénie). Él realmente solo busca la venganza contra los Danglars y Los Villefort. Su verdadero nombre es Benedetto, hijo de Victoria Danglars y Gerard Villefort. Al final de la serie después de cumplir su venganza, escapa y no se sabe más de él. Su nombre significa Bendito.

### Casa Villefort
- Valentine Villefort  Es la hija de Gerard Villefort y su primera esposa ya fallecida. Valentine es una joven de aspecto muy frágil, es muy amable y compasiva, cuida mucho de su abuelo Nortier Villefort. Ella se enamora de Maximillian Morrel.

- Gerard Villefort Es el Juez de más alto rango en París. Es una persona fría, severa y sin compasión. Es una de las tres cabecillas principales de París. Él fue quién condenó a Edmond Dantes a la prisión. Posee un romance con Victoria Danglars. Es un anciano de cabello blanco y barba puntiaguda. Al final de la serie es envenenado por Andrea y pierde poco a poco la razón.

- Heloise Villefort Es el segundo matrimonio de Gerard. Heloise es una mujer rubia de ojos azules. Al conocer al Conde, desarrolla una atracción por el mismo que demuestra dándose placer. Tiene recelo hacia Valentine debido a que ella heredará toda la fortuna Villefort, por lo que varias veces intenta envenenarla. Su pasión es coleccionar plantas venenosas de donde saca veneno. A mitad de la serie se vuelve loca por la exposición al veneno y es llevada a un manicomio , pero es rescatada con el Conde. Al derrumbarse el paraíso subterráneo de este, es rescatada por Alí y no se sabe más de ella.

- Nortier Villefort Es el padre de Gerard y el abuelo de Valentine. Es un anciano muy viejo y enfermo, siempre va en silla de ruedas y respira artificialmente. Él anteriormente fue el mayor juez de París. Quiere mucho a su nieta Valentine.

- Eduard Villefort Es el hijo de Gerard y Heloise. Es un pequeño niño mimado malcriado. Es muy parecido a su madre y durante toda la serie jamás se separa de esta.

### Casa Beauchamp
- Robert Beauchamp  Es un amigo íntimo de Albert y Franz que trabaja en el periódico de París, no duda en publicar algo aun cuando perjudique a sus amigos. Él es quien publica el fraude de Fernand Morcef. Es de cabello negro y piel blanca.

### Casa Renaud
- Renaud  Es un heredero amigo de Franz y Albert, es un apasionado por los autos. Maximillian le salva la vida en cierta ocasión, y gracias a esto lo presenta ante sus amigos y conoce a Valentine. Es vital porque ayuda a escapar a Valentine y en una ocasión le salva la vida a Albert.

### Casa Debray
- Lucian Debray Es otro amigo de Albert, ocupa un rango alto como ministro, él mantiene relaciones extramaritales con Victoria Danglars para robarle dinero. Es engreído, de piel blanca y pelirrojo.

### La Luna
- Luigi Vampa Un mafioso que se pasa secuestrando aristócratas para cobrar la recompensa, sino los mata. El secuestra al Vizconde Albert. Él es el jefe de Beppo (prácticamente su padre, ya que la crio como tal), el hombre que se salvó gracias a Albert en el primer capítulo, una mujer (posiblemente su amante), entre otros. Él es contratado por el conde para ayudarlo, además este último lo deja tuerto.

- Beppo Una mujer transexual que Albert conoce en la Luna y lo secuestra para cobrar rescate, por órdenes de Luigi Vampa. Tras acabar solucionarse esto abandona a Vampa y es contratada como sirvienta de los Morcef (por un misterioso trato con Fernand). Al final vuelve con Luigi Vampa, pero ayuda a Albert impedir la boda de Eugénie y Andrea. Finalmente al final es contratada como modelo de modas parisina. Se enamora profundamente de Albert. Su piel es blanca, tiene el cabello negro y los ojos color café.

- La Condesa Una mujer muy amiga de Franz, ella es una mujer promiscua y sabe mucho de todo tipo de rumores, solo se le ve al principio de la serie y al descubrirse, el fraude de Albert Morcef.

### Marsella
- Maximillian Morrel  Es un soldado originario de Marsella. Él es muy alto y demasiado robusto. Él se enamora de Valentine y la lleva consigo a Marsella.

- Edmond Dantes La verdadera identidad del Conde de Montecristo. Él era un importante marinero que pronto se convertiría en capitán y se casaría con Mercedes, sin embargo es acusado de traición y encerrado en una prisión muy lejana. Donde conoce a Gankutsuou y este le hace ver quienes lo traicionaron, le brinda sus poderes y así comienza todo.

- Caderousse Un excompañero de Edmond Dantes, estuvo levemente implicado en su traición. Él ayuda a la Venganza del conde de Montecristo, causando dudas y daños, al revelar secretos muy vitales. Al final escapa porque se le busca como criminal.

### Le Château d'If
- Gankutsuou El rey de las cavernas. Gankutsuou es una entidad de origen desconocido que es capaz de poseer a las personas brindándoles su infinito conocimiento, y sus poderes. Se manifiesta en el conde como dos ojos violetas en su frente, cuanto más fuerte sea la posesión por Gankutsuou más ojos aparecerán. Cuando el conde es poseído por Gankutsuou su piel se vuelve transparente y su corazón se congela, volviéndolo frío y sin sentimientos pero inmortal.